# Балакино (муниципальный округ Горноуральский)
Балакино — село в Пригородном районе Свердловской области России. Входит в муниципальный округ Горноуральский, управляется Горноуральской территориальной администрацией. Ранее было центром Балакинского сельсовета Пригородного района.

## Население
| 2002 | 2010 | 2021 |
| ---- | ---- | ---- |
| 304  | ↘233 | ↘148 |

## География
Село Балакино расположено на левом берегу реки Тагил, к северу в 18 км к северу от Нижнего Тагила, приблизительно в 18 километрах от центра города (в 29 километрах по дорогам). В окрестностях села, на правом берегу Тагила, расположены скала Красный Камень и горы Крутопавловская и Степная. Это популярное место начала сплава по реке Тагил.

## История
Село Балакино было основано в 1740 году золотоискателем Ивашкой Балакиным. Первые поселенцы промышляли добычей золота, древесного угля и земледелием. В 1897 году была построена школа. В период коллективизации в селе находился колхоз «Победа», а в 1945 году село было электрифицировано. В 1960 году колхоз «Победа» вошёл в состав колхоза «Лайский».

## Инфраструктура
В Балакине есть клуб, фельдшерский пункт, продуктово-хозяйственный магазин. Имеется предприятие по производству мясной продукции — ООО «Галс».
До села можно добраться на пригородном автобусе из города Нижнего Тагила и посёлка Горноуральского.

## Достопримечательности
В селе на месте старой церкви установили поклонный крест.